# Vriesea friburgensis
Vriesea friburgensis là một loài thuộc chi Vriesea. Đây là loài bản địa của Bolivia và Brasil.

## Giống
- Vriesea 'Jubilation'
- Vriesea 'Little Dumplin
- xVrieslandsia 'Red Dawn'